# 吴忠琼
吴忠琼（1964年9月—），中华人民共和国政治人物，湖北省武汉市人（一说安徽省肥东县人）。北京航空航天大学固体力学专业毕业，工学硕士，高级工程师。现任江西省人大常委会党组书记、副主任。曾任辽宁省发展和改革委员会主任，江西省人民政府副省长，中共江西省委副书记、常委、赣州市委书记，中国井冈山干部学院第一副院长等职务。

## 生平
1987年12月加入中国共产党。1988年8月参加工作。
2004年任国防科工委综合计划司副司长，2006年任国防科工委综合计划司司长，2008年任国防科工局总工程师。2010年调任辽宁省科技厅党组书记，随后兼任厅长。2013年2月任鞍山市委委员、常委、副书记，代市长，2013年6月转正。2015年12月，任辽宁省发展和改革委员会党组书记，并提名为主任人选，不再担任鞍山市委副书记、常委、委员和市长职务。2016年1月，任辽宁省发展和改革委员会党组书记、主任。2018年1月，调任江西省人民政府副省长。2018年1月28日，当选江西省人民政府副省长。
2020年7月，升任中共江西省委常委。2021年1月，兼任赣州市委书记。同年11月，升任中共江西省委副书记。
2024年12月卸任中共江西省委副书记、赣州市委书记职务。同月16日起，转任江西省人大常委会党组书记。
2025年1月，当选为江西省人民代表大会常务委员会副主任。